# Parastrapotherium
Parastrapotherium es un género extinto de mamífero astrapoterio que vivió en América del Sur que vivieron entre el Oligoceno (SALMA Deseadense hasta principios del Mioceno (SALMA Colhuehuapense). El género incluye a algunos de los astrapoterios de mayor y menor talla que se conozcan, pero lo fragmentario de los restos no permite una caracterización adecuada.

## Descripción

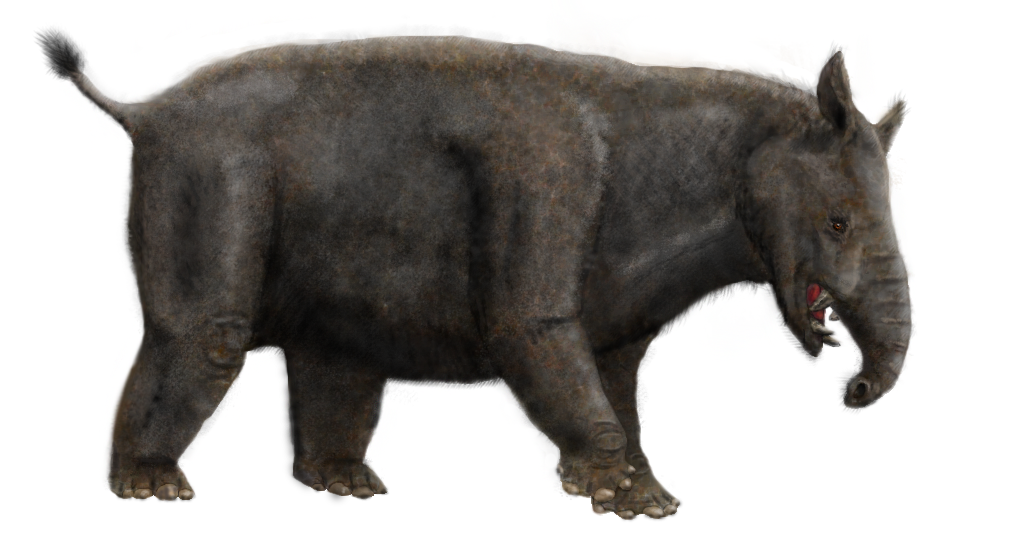
Recreación en vida de Parastrapotherium.

El género fue descrito originalmente por Ameghino, 1895. él lo distinguió del mejor conocido género del Santacrucense (Mioceno Inferior) Astrapotherium (Burmeister, 1879) basándose en el mayor número de molares superiores e inferiores.  Aunque los investigadores posteriores no estuvieron de acuerdo con esto y concluyeron que Ameghino basó sus conclusiones en materiales demasiado fragmentarios, en general concuerdan en que existen suficientes características para distinguirlo de otros géneros de astrapoterios.

## Especies
- P. cingulatum Ameghino, 1894
- P. ephebicum Ameghino, 1894
- P. holmbergi Ameghino, 1894
- P. lemoinei Ameghino, 1894
- P. trouessarti Ameghino, 1894